# Martin Jacoby-Boy

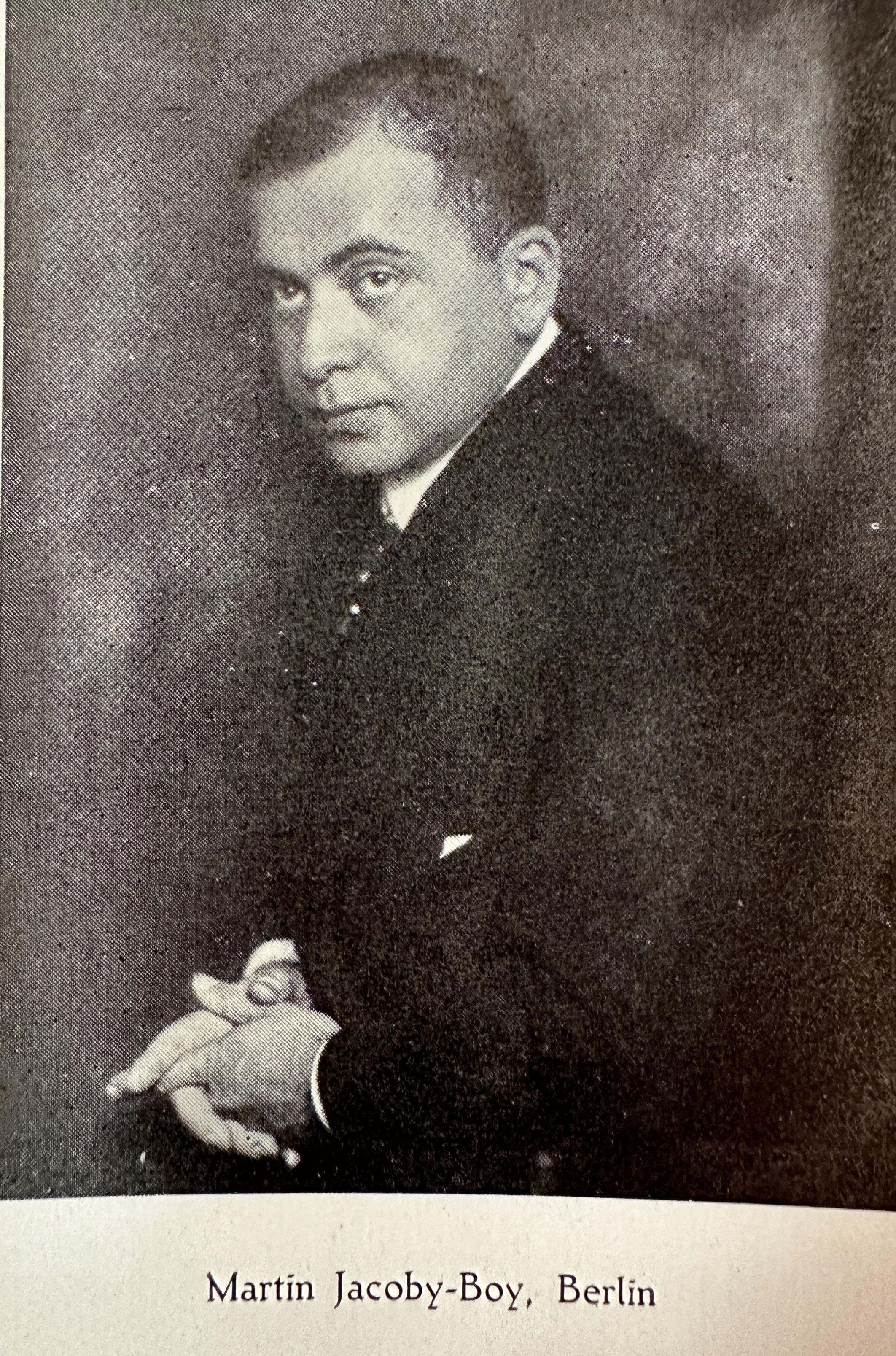

Martin Jacoby-Boy (* 31. August 1883 als Martin Jacoby in Berlin; † 1971 in Ingeniero Maschwitz bei Buenos Aires) war ein deutscher bzw. argentinischer Architekt, Filmarchitekt und Grafikdesigner.

## Leben und Wirken
Der Sohn des Kaufmanns Hermann Jacoby und dessen Frau Rosalie, geb. Lewinsohn, besuchte bis 1906 mehrere Kunstschulen im In- und Ausland, so auch die Académie des Beaux-Arts in Paris. Darüber hinaus wurde er zum Tischler ausgebildet. Vom Expressionismus beeinflusst, versuchte sich Jacoby-Boy zunächst als Kunstmaler und Grafiker, später entwarf er auch Schrifttypen, Werbetafeln sowie Kostüme. 1912 wurde er in den Deutschen Werkbund berufen. Zwischen 1912 und 1928 zeichnete Jacoby-Boy unter anderem für die künstlerische Gestaltung der Schrifttypen Bravour, Verzierte Bravour und Jacobea verantwortlich.
Ab 1919 konzentrierte sich Jacoby-Boy drei Jahre lang auf die Arbeit eines Filmarchitekten. Das Gros seiner zum Teil höchst aufwendigen Filmbauten entstand für die Inszenierungen von Joe May. Erwähnung verdienen vor allem seine Szenenbilder für die mehrteiligen Abenteuerfilme Die Herrin der Welt und Das indische Grabmal. Dort arbeitete er eng mit den später berühmten Kollegen Otto Hunte, Erich Kettelhut und Karl Vollbrecht zusammen. Jacoby-Boy war auch einer der Gründer der Filmstadt Woltersdorf bei Berlin.
Seit 1922 arbeitete Martin Jacoby-Boy als Architekt im eigenen Büro. Im Februar 1923 wurde er Geschäftsführer bei der May-Film GmbH und war 1923/24 kurzzeitig zweiter Geschäftsführer neben Curt Prickler bei der May Kopieranstalt GmbH. Im März 1926 gründete er mit dem Kaufmann Felix Berg die Lipropa Lichtbild-Propaganda GmbH (1926–1932).
Als Jude wurde ihm 1933 die Weiterarbeit durch die Nationalsozialisten verwehrt. Er floh daraufhin zunächst in die Niederlande, 1935 weiter nach Argentinien, wo bereits einige seiner Neffen lebten. Jacoby-Boy setzte dort seine Tätigkeit als Architekt fort und schuf Entwürfe für öffentliche Auftraggeber, so beispielsweise das Marineministerium. Als Grafikdesigner gestaltete er 1941 die Zeitschrift La suerte. In den 1950er Jahren hielt sich Jacoby-Boy vorübergehend wieder in Berlin auf. Seinen Lebensabend verbrachte er in einem eigens entworfenen Landhaus rund 30 km nördlich von Buenos Aires.
Von 1925 bis 1932 war Jacoby-Boy in zweiter Ehe mit der Schauspielerin Traute Flamme verheiratet.

## Werk

### Filmarchitektur
- 1919: Fräulein Zahnarzt
- 1919/20: Die Herrin der Welt (8 Teile)
- 1920: Der Henker von Sankt Marien
- 1920: Die Legende von der heiligen Simplicia
- 1920: Die Schuld der Lavinia Morland
- 1921: Das Brandmal der Vergangenheit
- 1921: Das indische Grabmal (2 Teile, auch Kostüme)
- 1922: So sind die Männer

### Grafik
- 1915: für das Schuh- und Textilkaufhaus Emil Jacoby in der Friedrichstraße 70 in Berlin (auch Schuhwaren-Magazin Emil Jacoby) ein Werbeplakat für die von ihr vertriebenen Militärstiefel[7]
- 1915: „Gebt! – Opfertage 3.-4.-5. Dezember 1915 – Rotes Kreuz von Berlin“[8]